# Amir Chamdin
Amir Juan Chamdin, född 4 juni 1974 i Huddinge, är en svensk musiker och regissör. Han var frontfigur i hiphopgruppen Infinite Mass men har sedan 1999 ägnat sig främst åt regi av film, TV, musikvideor och reklamfilm.

## Biografi
Amir Chamdin har varit frontfigur i Infinite Mass sedan hiphopgruppens start 1991. Han har även varit frontfigur i Mean Streets och en del av supergruppen Snowracer.
Sedan 1999 har han Chamdin ägnat sig mer åt att regissera långfilm, tv-serier, musikvideor och reklamfilm. 2004 vann han MTV Nordic Award för bästa musikvideo för "You're the Storm" med The Cardigans. 2004 startade han produktionsbolaget Chamdin & Stöhr Film tillsammans med Martina Stöhr. Han långfilmsdebuterade 2006 med filmen Om Gud vill med sig själv och Nina Persson från The Cardigans i huvudrollerna. Efter att Jack White hade sett en del av filmen fick Amir Chamdin tillsammans med Nathan Larson och Nina Persson spela in en alternativ version av The White Stripes' "Dead Leaves and the Dirty Ground" som titelmusik till filmen. Filmen vann Kodak Visonary Award på Göteborg International Film Festival 2006 och blev även Guldbagge-nominerad samma år. Om Gud vill gick upp på biografer i bland annat Sverige, Finland och Ryssland. "God Willing looks like no other Swedish film of recent years. This melancholy love story about two would-be lovers during a moment in 1975" skrev Variety Magazine.
Under 2008 blev han ombedd att göra en kortfilm för The Andy Warhol Exhibition på Moderna museet. Amir Chamdin regisserade Kim Bodnia i kortfilmen Hela havet stormar som premiärvisades under Göteborg International Film Festival 2009.
Den 12 november 2010 var det premiär för hans senaste långfilm Cornelis, en biografisk dramafilm om Cornelis Vreeswijk. Huvudrollen spelades av Hans Erik Dyvik Husby, mer känd som Hank Von Helvete. Cornelis gick direkt upp på biotoppens första plats med 300 000 biobesök i Sverige och Norge och var nummer ett även bland köp- och hyr-DVD. När Cornelis visades på SVT så hade den över en miljon tittare. Filmmusiken skrevs av Jack Vreeswijk och framfördes tillsammans med Love Tholin.
Tack vare Adam Taal (tidigare Adam Tensta) kom Amir Chamdin i kontakt med Vladimir Oravskys än så länge opublicerat bokmanuskript Inte utan min fader. År 2011 skrev Chamdin ett filmmanuskript på materialet, Svenska filminstitutet avslog dock Chamdins ansökan om finansiering.
Amir Chamdin har regisserat musikvideon "Year Zero" med Ghost som hade premiär den 25 mars 2013. Loudwire utnämnde "Year Zero" till the Best Metal Video of 2013. Samma år släpptes också musikvideon och The Kinks covern "All Day and All of the Night" med Gisele Bündchen som Chamdin regisserade och filmade i London.
År 2017 var det premiär för Amir Chamdins första tv-serie Hassel på Viaplay. Hassel är en drama-crime-thriller i tio avsnitt med Ola Rapace i huvudrollen. Serien är en nytolkning på Olov Svedelids kända deckarkaraktär Roland Hassel. Nicke Andersson står för musiken och titellåten är "It's a Cold Night For Alligators" av Roky Erickson. "Hassel" kom på första plats i både Sverige och Finland som den mest streamade serien 2017.
Under sommaren 2018 regisserade Chamdin den första av två säsonger för TV-serien Dröm med premiär i SVT under 2019.
Den 16 augusti 2020 hade TV-serien Partisan premiär på Viaplay. En originalserie regisserad av Amir Chamdin, som under sitt premiärdygn blev den mest sedda originalserien på Viaplay. Den 14 oktober 2020 vann Partisan priset för Bästa serie i CANNES SERIES, en internationell filmfestival för TV-serier.

## Filmografi i urval
- 2006 – Om Gud vill
- 2010 – Cornelis
- 2017 – Hassel (TV-serie)
- 2018 – Dröm (TV-serie)
- 2020 – Partisan (TV-serie)

## Utmärkelser
- MTV Awards Best Music Video - The Cardigans - “You’re The Storm”
- SilverÄgg - Bananfesten
- Epica/Silver - Nellonen “Uggly Betty”
- Epica/Gold - IKEA “comeintomycloset”
- Eurobest/Gold - IKEA "comeintomycloset"
- NY Festival Innovative/Gold -  Best use of music/sound - IKEA “comeintomycloset”
- NY Festival Innovative/Gold - Household appliances/furnishings/Gold - IKEA “comeintomycloset”
- Kodak Visonary Award - Om Gud vill (God Willing)
- Best Series vid CANNES SERIES - Partisan